# Ladenbau
Der Ladenbau ist in erster Linie die Ausstattung von Geschäftsräumen, insbesondere von Einzelhandelsbetrieben, mit für den Verkaufszweck geeigneten Möbeln. Entworfen, gebaut und montiert werden sie meistens von großen industriellen Holzfertigungen und Tischlern.
Es existieren auch spezialisierte Betriebe, die ausschließlich Ladenbau betreiben, sowie Beleuchtungen und andere Zubehörteile anliefern und verbauen, zum Teil in Kombination mit Messebau.
Bei den spezialisierten Betrieben werden die verwendeten Möbel von den Ladenbauern komplett oder in Komponenten hergestellt und vertrieben. Man unterscheidet daher bei Ladenbauern zwischen Projektmanagementunternehmen (Komplettabwickler) und Produktunternehmen (Komponentenlieferanten). Wichtig beim Ladenbau ist die enge Zusammenarbeit von Architekten, Innenarchitekten, den ausführenden Gewerken (Tischler, Trockenbauer, Fußbodenleger, Maler und Beleuchtungslieferanten) so wie dem Auftraggeber (Ladenbetreiber), damit schon in der Planung genau auf die Bedürfnisse der späteren Kunden (Käufergruppen) eingegangen werden kann. Das Design des Ladens muss sowohl auf die Ware als auch auf die Käufergruppe zugeschnitten sein. Namentlich im stationären Einzelhandel zählt der Ladenbau neben Warenpräsentation und Warenplatzierung zu den wichtigsten Maßnahmen des psychostrategischen und psychotaktischen Handelsmarketings.
Aus diesem Grunde besteht unter den Ladenbauern meist eine Spezialisierung nach Branchen: Der eine plant und fertigt z. B. hauptsächlich Lebensmittelmärkte, der andere hat sein know-how auf Bekleidungsgeschäfte ausgerichtet. 
Die weltweit größte Messe der Branche, auf der Ladenbauer und deren Zulieferer ausstellen, ist die "EuroShop" in Düsseldorf.
Die deutschen Ladenbauer sind organisiert im Deutschen Ladenbau Verband mit Sitz in Würzburg.

## Ladenbauer
Die Berufsbezeichnung für die im Ladenbau tätigen Unternehmer ist Ladenbauer. 
Diese Unternehmen befassen sich ausschließlich mit dem Bau der Ladeneinrichtung für seinen Auftraggeber den Bauherren.
In den meisten Fällen wird das Design (Erscheinungsbild) der Ladeneinrichtung, von einem unabhängigen Designer oder Innenarchitekten entworfen. Dieses wird anschließend durch den Ladenbauer mit Ladenbausystemen, die auf den freien Markt erhältlich sind, umgesetzt. 
Geschäfte in einer Handelskette haben meistens ein einheitliches Erscheinungsbild Corporate Design, welches ihr Ladengeschäft für Konsumenten unverkennbar erscheinen lassen soll (Storebranding). In solchen Fällen wird das Ladenbausystem geschützt und speziell für diesen Auftraggeber (Bauherren) produziert, es ist dann ein so genanntes proprietäres Ladenbausystem.

## Sonstiges
Der Messebau – alle Tätigkeiten, die mit dem Bau von Messeständen zu tun haben – ist dem Ladenbau verwandt.